# Dalia

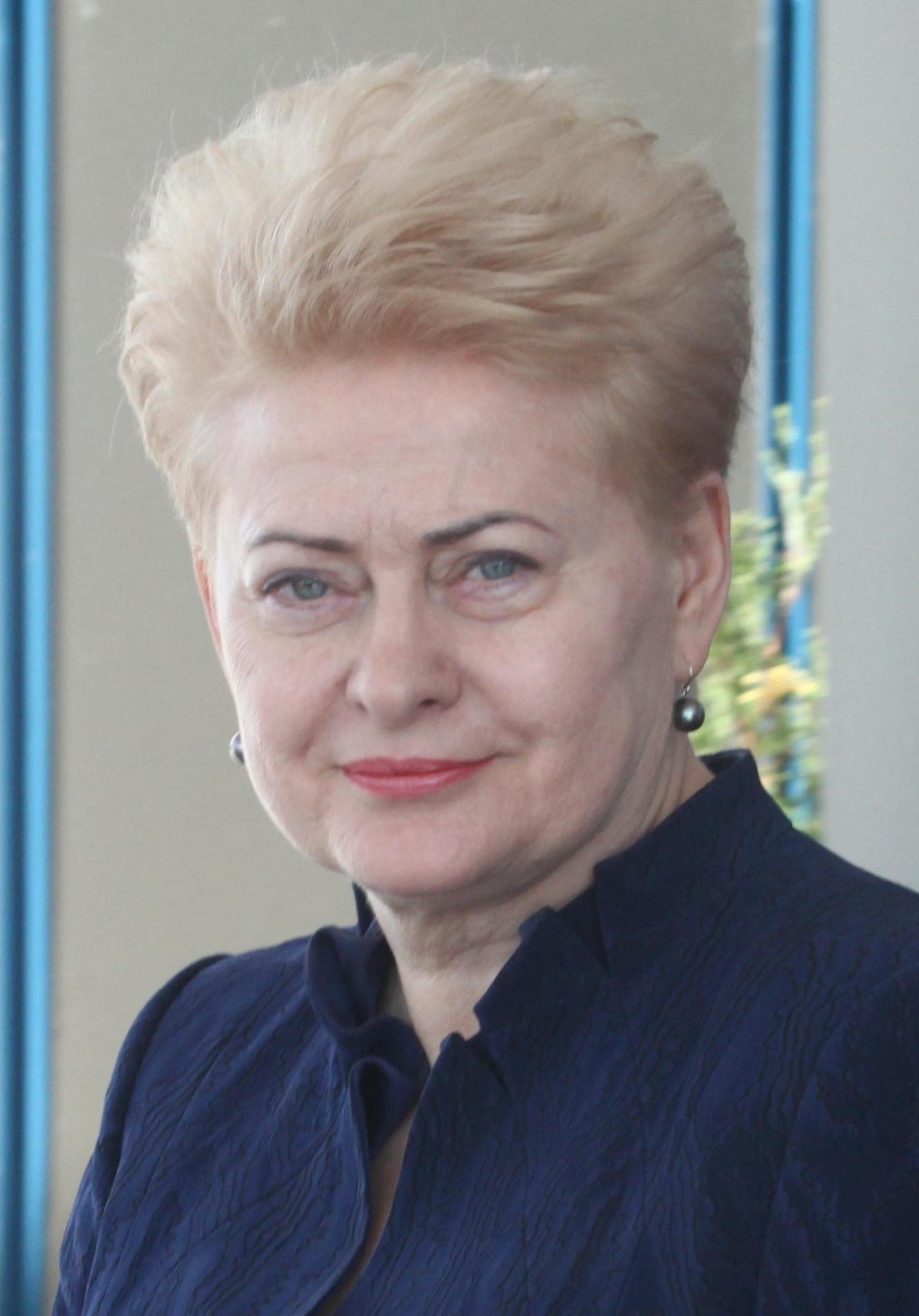
Dalia Grybauskaitė, 2018.

Dalia eller Dahlia är ett kvinnonamn som är bildat av namnet på blomman dahlia.
Den 31 december 2014 fanns det totalt 994 kvinnor folkbokförda i Sverige med namnet Dalia eller Dahlia, varav 804 bar det som tilltalsnamn.
Namnsdag: saknas

## Personer med namnet Dalia eller Dahlia
- Dahlia Duhaney, jamaicansk friidrottare
- Dalia Grybauskaitė, Litauens president